# Sytuacja prawna i społeczna osób LGBT w Estonii

Tęczowa flaga – symbol społeczności LGBT

Tęczowa flaga w kształcie Estonii

Lesbijki, geje, osoby biseksualne i transpłciowe (LGBT) mogą się spotkać w Estonii z trudnościami, których nie spotykają osoby nie-LGBT. Kontakty homoseksualne – zarówno kobiet, jak i mężczyzn – są w tym kraju legalne. Od 1 stycznia 2016 związki osób tej samej płci zostały uznane pod nazwą Umowa o wspólnym pożyciu; otrzymały tym samym większość praw przysługujących parom dwupłciowym (wszystkie z wyjątkiem małżeństwa, dostępu do matek zastępczych, a także adopcji niespokrewnionego z nimi dziecka w przypadku, gdy choć jedna osoba w związku jest płodna). Od 1 stycznia 2024 roku pary jednopłciowe mogą w Estonii zawrzeć małżeństwo.

## Prawo wobec kontaktów homoseksualnych
Kontakty seksualne pomiędzy osobami tej samej płci, które były nielegalne w ZSRR, zostały zalegalizowane w Estonii w 1992. Wiek osób dopuszczających się kontaktów homo- i heteroseksualnych został zrównany w 2001 i wynosi 14 lat.

### Krwiodawstwo
Mężczyźni mający kontakty seksualne z mężczyznami od 2022 mogą być w Estonii dawcami krwi.

## Ochrona prawna przed dyskryminacją
Ponieważ wejście do Unii Europejskiej wymagało wprowadzenia odpowiednich przepisów, Estonia przyjęła 1 maja 2004 dyrektywę zakazującą dyskryminacji w miejscu pracy z powodu orientacji seksualnej. Od 2006 Kodeks Karny zakazuje podżegania do nienawiści wobec osób homoseksualnych i biseksualnych. Prawo o równym traktowaniu, które weszło w życie 1 stycznia 2009, zakazuje dyskryminacji spowodowanej orientacją seksualną w innych dziedzinach życia, takich jak opieka zdrowotna, ubezpieczenia społeczne, edukacja oraz dostęp do towarów i usług.

### Azyl
Estońskie przepisy prawne nie przyznają osobom prawa do ubiegania się o azyl polityczny z powodu prześladowań przez wzgląd na orientację seksualną we własnym kraju.

### Służba wojskowa
Geje, lesbijki i biseksualiści nie są wykluczeni ze służby wojskowej z powodu swojej orientacji seksualnej.

## Uznanie związków osób tej samej płci
W marcu 2014 grupa parlamentarzystów rozpoczęła prace nad projektem ustawy regulującej status prawny osób tej samej płci pozostających w stałym związku. Ustawa trafiła do parlamentu 17 kwietnia. 22 maja ustawa zyskała poparcie w rządzie. 19 czerwca parlament zagłosował przeciwko wnioskowi o odrzuceniu ustawy w pierwszym czytaniu (głosami 32 za, 45 przeciw). Drugie czytanie miało miejsce 8 października, kiedy wniosek o rozpisanie referendum w tej sprawie został odrzucony głosami 35 za, 42 przeciw, a drugi wniosek o odrzucenie ustawy przepadł głosami 33 za, 41 przeciw. Ostatnie czytanie ustawy miało miejsce 9 października – została ona przyjęta 40 głosami za, 38 przeciw. Ustawa została podpisana przez prezydenta Estonii, Toomasa Hendrika Ilvesa tego samego dnia i weszła w życie 1 stycznia 2016.
20 czerwca 2023 parlament Estonii uchwalił małżeństwa jednopłciowe, ustawa zaczęła obowiązywać 1 stycznia 2024.

## Adopcja dzieci przez pary jednopłciowe
Każda osoba homoseksualna może indywidualnie złożyć wniosek o adopcję dziecka. Para jednopłciowa może wspólnie adoptować dziecko w przypadku, kiedy jest ono biologicznym potomkiem jednej z osób. Jeżeli obydwie osoby są bezpłodne, mają prawo do adopcji dziecka niespokrewnionego z nimi. W innym przypadku nie istnieje możliwość adopcji dziecka np. z domu dziecka, albowiem prawo dopuszcza taką opcję jedynie dla małżeństw, a małżeństwa osób tej samej płci nie są w Estonii obecnie uznawane. Lesbijki mają dostęp do sztucznego zapłodnienia.

## Prawa osób transpłciowych
Osoby transpłciowe mają w Estonii możliwość prawnej zmiany płci. W trakcie tranzycji nie wymaga się od tych osób sterylizacji. W Kodeksie pracy istnieje zapis chroniący przed dyskryminacją z powodu tożsamości płciowej.

## Życie osób LGBT w kraju
Kontakty seksualne z osobami tej samej płci były nielegalne w ZSRR, aczkolwiek sytuacja w Estonii była lepsza niż w pozostałych częściach byłego Związku Radzieckiego. W połowie lat osiemdziesiątych XX wieku w Tallinnie funkcjonował jeden nieoficjalny gejowski lokal. Pierwsza konferencja zorganizowana dla mniejszości seksualnych miała miejsce w 1990. W tym samym roku zostało założone Estońskie Stowarzyszenie Lesbijek (Eesti Lesbiliit).
Od 2004 w Tallinnie organizowane są parady mniejszości seksualnych.
W czerwcu 2006 Ambasador Holandii w Estonii, Hans Glaubitz, zwrócił się z prośbą o przeniesienie do Konsulatu w Montrealu w Kanadzie, z powodu ciągłych homofobicznych i rasistowskich słownych ataków kierowanych pod adresem jego partnera, kubańskiego tancerza Raúla Garcíi Lao, w estońskiej stolicy. Estońskie władze wydały oświadczenie, w którym wyraziły żal z powodu zaistniałych sytuacji.
W 2006 grupa skinheadów uzbrojonych w kije bejsbolowe i kamienie zaatakowała odbywającą się w Tallinnie paradę mniejszości seksualnych, w której uczestniczyło około 500 osób z Estonii, Litwy, Łotwy i Finlandii. Przemarsz opóźnił fałszywy anonim informujący o podłożonej w miejscu zbiórki bombie.
Od 6 do 12 czerwca 2011 Estonia była gospodarzem Baltic Pride, festiwalu promującego większe wsparcie dla osób LGBT, a także zwracającego uwagę na istnienie takich ludzi w społeczeństwie.
W Estonii istnieje bardzo mała scena gejowska skoncentrowana w Tallinnie. W mieście znajduje się kilka klubów gejowskich oraz gay-friendly. Wydawane są publikacje, działa kilka organizacji zajmujących się niesieniem pomocy przedstawicielom LGBT i walką o równouprawnienie.

## Sondaże
Według sondażu z 2000 50% mężczyzn oraz 63% kobiet zgadza się ze stwierdzeniem, iż „Homoseksualizm wśród osób dorosłych jest sprawą prywatną i prawo nie powinno w to ingerować”; 29% mężczyzn i 25% kobiet uznało, że ciężko im określić swój stosunek do tej sprawy.
Badania przeprowadzone w latach 2001–2002 na Litwie, Łotwie i w Estonii, pokazują, że 67% homoseksualistów zamieszkujących te kraje ukrywa swoją orientację seksualną przed rodzicami, 88% w miejscu pracy, a 89% w życiu publicznym. Zaledwie 15% ankietowanych gejów i lesbijek nie ukrywało swej orientacji, 4% spotkało się z groźbą zwolnienia z pracy z powodu preferencji seksualnych. Dalsze 6%
potwierdziło, że było zwalnianych lub zmuszanych do porzucenia pracy z powodu swej orientacji seksualnej.
Sondaż Eurobarometru opublikowany w 2006 pokazuje, iż 21% Estończyków popiera wprowadzenie małżeństw osób tej samej płci, w 14% – adopcji dzieci przez pary jednopłciowe.
W 2008 Eurobarometr wykazał, iż 13% Estończyków posiada homoseksualnych przyjaciół lub znajomych – średnia unijna to 34%. Estończycy osiągnęli jednak wyższy od średniej unijnej poziom akceptacji dla przyznania osobom homoseksualnym takich samych możliwości jak osobom heteroseksualnym.
Sondaż przeprowadzony w czerwcu 2009 wykazał, iż 32% Estończyków uważa, że pary jednopłciowe powinny mieć takie same prawa jak pary osób przeciwnej płci. Poparcie wynosiło 40% wśród młodych ludzi, a tylko 6% wśród osób starszych.
Z sondażu z września 2012 wynika, iż 34% Estończyków popiera małżeństwa osób tej samej płci, a 46% popiera rejestrowane związki partnerskie. Badanie pokazuje różnice w podejściu obydwu narodowości: 51% etnicznych Estończyków popierało związki partnerskie, natomiast jedynie 35% Rosjan było tego samego zdania.